# Богуцин (Нижньосілезьке воєводство)
Богуцин (пол. Bogucin) — село в Польщі, у гміні Нехлюв Гуровського повіту Нижньосілезького воєводства.
Населення — 55 осіб (2011).
У 1975-1998 роках село належало до Лешненського воєводства.

## Демографія
Демографічна структура станом на 31 березня 2011 року:
|          | Загалом | Допрацездатний вік | Працездатний вік | Постпрацездатний вік |
| -------- | ------- | ------------------ | ---------------- | -------------------- |
| Чоловіки | 27      | 4                  | 17               | 6                    |
| Жінки    | 28      | 6                  | 12               | 10                   |
| Разом    | 55      | 10                 | 29               | 16                   |